# Leichtathletik-Europameisterschaften 1946/Kugelstoßen der Frauen

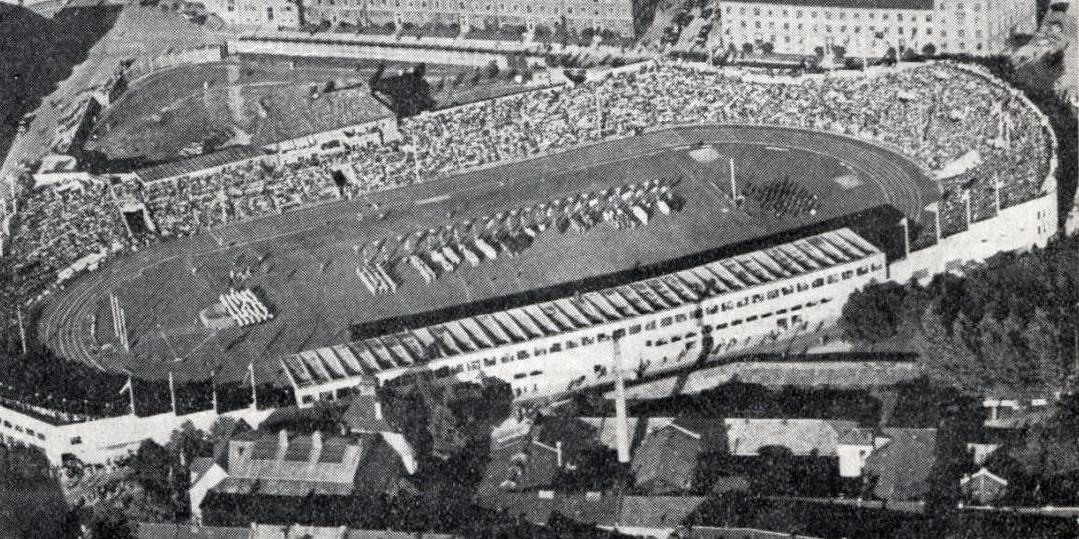
Das Bislett-Stadion in Oslo kurz nach den Europameisterschaften

Das Kugelstoßen der Frauen bei den Leichtathletik-Europameisterschaften 1946 wurde am 22. August 1946 im Bislett-Stadion der norwegischen Hauptstadt Oslo ausgetragen.
Europameisterin wurde Tatjana Sewrjukowa aus der UdSSR. Die Französin Micheline Ostermeyer gewann die Silbermedaille. Bronze ging an die Italienerin Amelia Piccinini.

## Rekorde

### Bestehende Rekorde
| Weltrekord           | 14,38 s | Gisela Mauermayer | Warschau, Polen                             | 15. Juli 1934      |
| Europarekord         | 14,38 s | Gisela Mauermayer | Warschau, Polen                             | 15. Juli 1934      |
| Meisterschaftsrekord | 13,29 m | Hermine Schröder  | EM Wien, Deutsches Reich (heute Österreich) | 17. September 1938 |

### Rekordverbesserung
Die sowjetische Europameisterin Tatjana Sewrjukowa verbesserte den bestehenden Meisterschaftsrekord im Wettkampf am 22. August um 87 Zentimeter auf 14,16 Meter.

## Durchführung
Bei der Teilnehmerzahl von fünfzehn Athletinnen wurde offensichtlich auf eine Qualifikation verzichtet. So traten alle Kugelstoßerinnen gemeinsam zum Finale an. Ob es, wie zum Beispiel bei den Olympischen Spielen üblich, für alle Teilnehmerinnen drei Versuche und dann für die sechs Besten drei weitere Stöße gab oder ob nach einem anderen Modus verfahren wurde, geht aus den Quellen nicht hervor.

## Finale
22. August 1946, 17.35 Uhr
| Platz | Name                   | Nation           | Weite (m) |
| ----- | ---------------------- | ---------------- | --------- |
| 1     | Tatjana Sewrjukowa     | Sowjetunion      | 14,16 CR  |
| 2     | Micheline Ostermeyer   | Frankreich       | 12,84000  |
| 3     | Amelia Piccinini       | Italien          | 12,21000  |
| 4     | Jadwiga Wajs           | Polen            | 11,65000  |
| 5     | Eivor Olson            | Schweden         | 11,43000  |
| 6     | Ans Niesink            | Niederlande      | 11,35000  |
| 7     | Maria Kwaśniewska      | Polen            | 11,06000  |
| 8     | Liv Paulsen            | Norwegen         | 10,37000  |
| 9     | Jaroslava Křítková     | Tschechoslowakei | 10,11000  |
| 10    | Kathleen Dyer          | Großbritannien   | 9,8300    |
| 11    | Stella Møllgaard       | Dänemark         | 9,7500    |
| 12    | Aase Kjølseth          | Norwegen         | 9,7300    |
| NM    | Stanisława Walasiewicz | Polen            | ogV000    |
| NM    | Sona Reichová          | Tschechoslowakei | ogV000    |
| NM    | Gretel Bolliger        | Schweiz          | ogV000    |

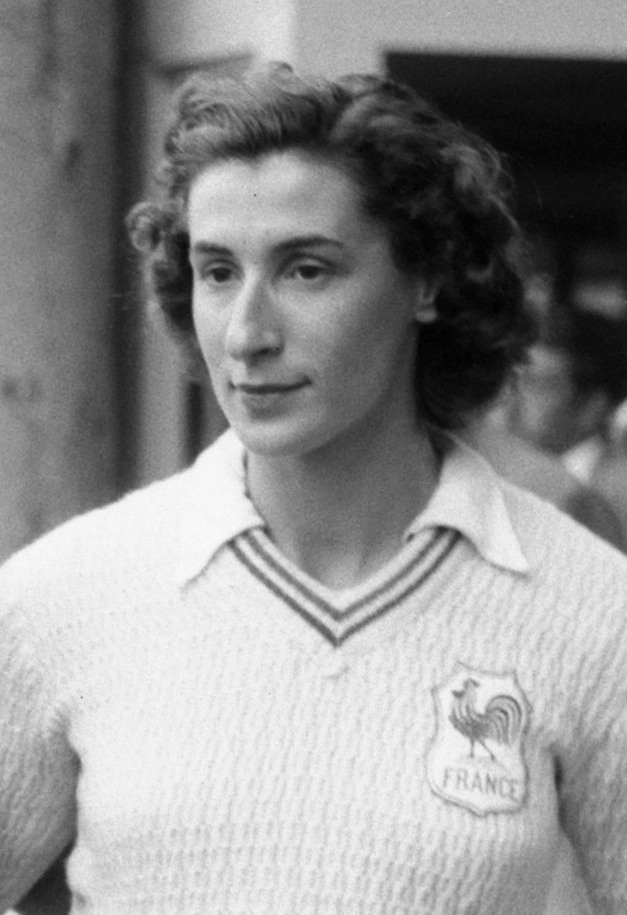
Vizeeuropameisterin Micheline Ostermeyer – am selben Tag Hochsprung-Fünfte – wurde zwei Jahre später Olympiasiegerin im Kugelstoßen und Diskuswurf

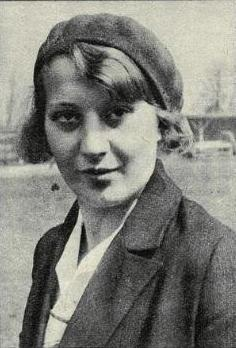
Die viertplatzierte Jadwiga Wajs gewann am folgenden Tag Bronze im Diskuswurf
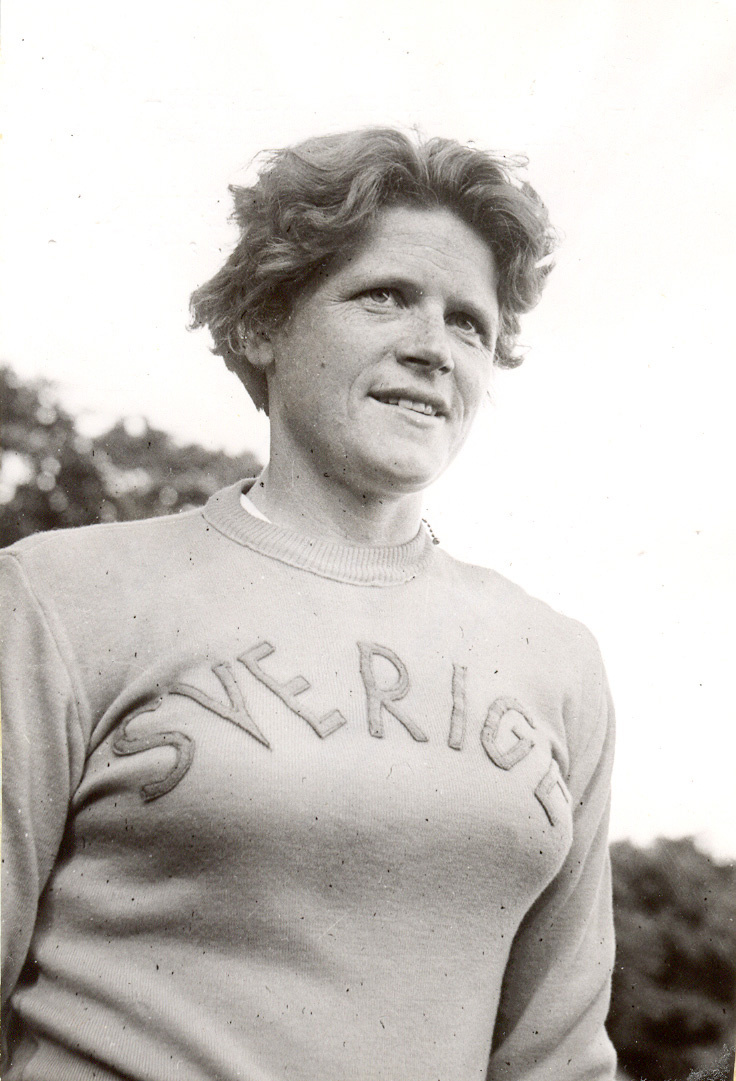
Eivor Olson belegte Rang fünf
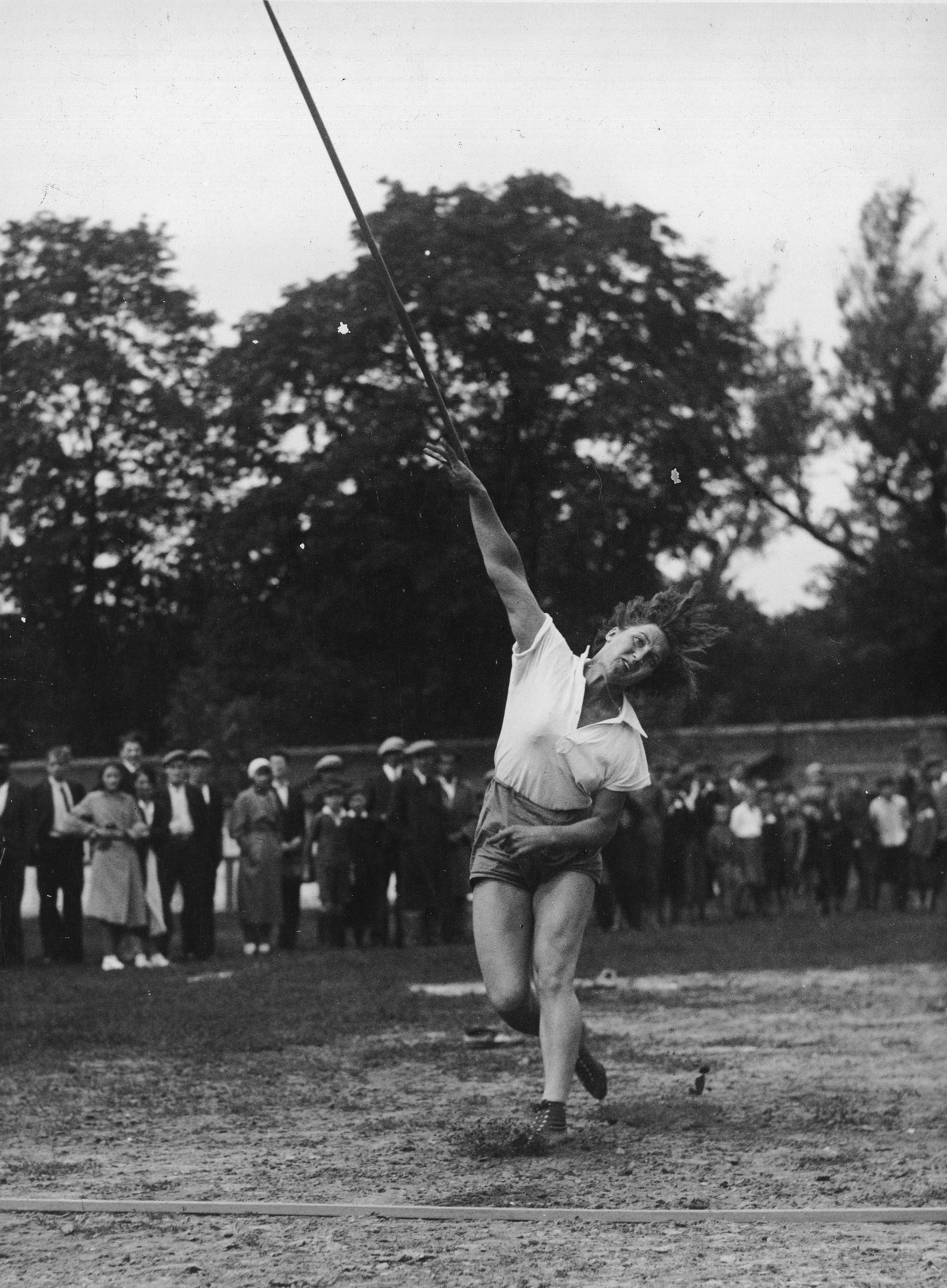
Maria Kwaśniewska – im Kugelstoßen Siebte, zwei Tage darauf im Speerwurf auf Platz sechs
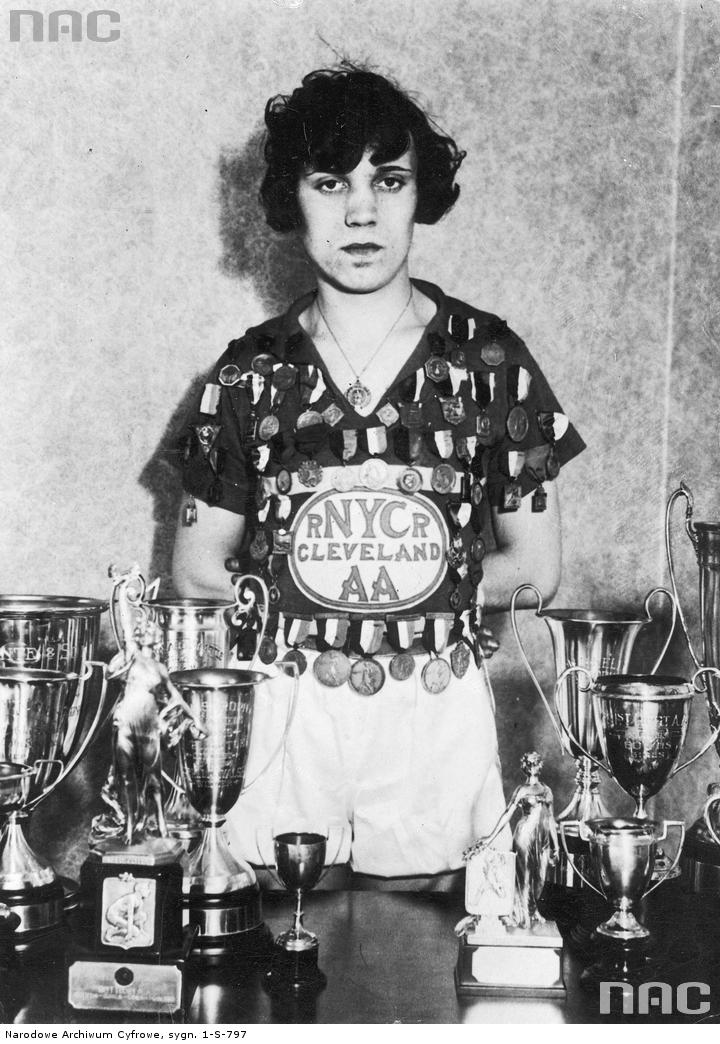
Auch im Kugelstoßen war Stanisława Walasiewicz dabei, blieb hier jedoch ohne gültigen Versuch